# Comité Olímpico Checoslovaco
El Comité Olímpico Checoslovaco (en checo y eslovaco: Československý olympijský výbor, ČSOV) era la organización sin fines de lucro que representaba a los atletas de Checoslovaquia en el Comité Olímpico Internacional. El ČSOV organizaba a los representantes de Checoslovaquia en los Juegos Olímpicos de Verano e Invierno.
Se estableció en Praga en 1919 y tomó el lugar del Comité Olímpico Checo en la Asociación de Comités Olímpicos Nacionales. Durante la disolución de Checoslovaquia, el Comité Olímpico Checo fue reconstituido bajo su nombre original y se formó el Comité Olímpico Eslovaco en 1992.